# Quadriennal de Praga
La Quadriennal de Praga és l'exposició internacional d'escenografia més important del món. Se celebra cada quatre anys a la capital de la República Txeca des de l'any 1967.
És una plataforma internacional de trobada i intercanvi entre professionals, estudiants, escoles, arquitectes, pedagogs, investigadors i públic interessat en el món del disseny escenogràfic en el sentit més ampli de la paraula. En el marc de la Quadriennal, se celebren una àmplia varietat d'activitats com exposicions, simposis, residències i esdeveniments educatius.
Catalunya hi va participar per primera vegada el 2015, i es preveu que ho torni a fer el 2019, amb un projecte liderat per l'Institut del Teatre de Barcelona.